# Guldgåseægget
Guldgåseægget er den guldklump på størrelse med et gåseæg, Joakim von And fandt under guldgravertiden i Klondike. Den blev opfundet af Anders And-tegneren Carl Barks i historien Tilbage til Klondike.
| Taleboble | Spire Denne tegneserieartikel er en spire som bør udbygges. Du er velkommen til at hjælpe Wikipedia ved at udvide den. |